# Mariano Matamoros Segunda Sección
Mariano Matamoros Segunda Sección är en ort i Mexiko.   Den ligger i kommunen Pichucalco och delstaten Chiapas, i den sydöstra delen av landet, 700 km öster om huvudstaden Mexico City. Mariano Matamoros Segunda Sección ligger 35 meter över havet och antalet invånare är 606.
Terrängen runt Mariano Matamoros Segunda Sección är kuperad åt sydväst, men åt nordost är den platt. Runt Mariano Matamoros Segunda Sección är det ganska tätbefolkat, med 67 invånare per kvadratkilometer. Närmaste större samhälle är Pichucalco, 3,9 km söder om Mariano Matamoros Segunda Sección. Trakten runt Mariano Matamoros Segunda Sección består till största delen av jordbruksmark.